# Tar Heels de la Caroline du Nord (football américain)
Pour le club omnisports, voir Tar Heels de la Caroline du Nord.
Stade
Maillots
Saison en cours
Le programme de football américain des Tar Heels de la Caroline du Nord représente, dans la NCAA Division I Football Bowl Subdivision (FBS), l'université de Caroline du Nord à Chapel Hill située à Chapel Hill en Caroline du Nord.

## Descriptif en fin de saison 2023
- Couleurs :   (bleu ciel et blanc)
- Dirigeants :
  - Directeur sportif : Bubba Cunningham (en)
  - Entraîneur principal : Mack Brown (en), 16e saison, bilan : 107- 72- 1(59,7%)
- Stade
  - Nom : Kenan Memorial Stadium
  - Capacité : 50 500 places
  - Surface de jeu : pelouse artificielle (Astroturf)
  - Lieu : Chapel Hill, Caroline du Nord
- Conférence :
  - Actuelle : Atlantic Coast Conference (Coastal Division : 2005–2019, 2021–2022)
  - Ancienne :
    - Indépendants Independent (1888–1891, 1895–1888, 1902–1921)
    - Southern Intercollegiate Athletic Association (en) (1892–1893, une partie de 1894, 1899–1902)
    - Southern Conference (1922–1952)
- Internet :
  - Nom site Web : goheels.com
  - URL : https://goheels.com/sports/football
- Bilan des matchs :
  - Victoires : 729  (56%)
  - Défaites : 568
  - Nuls : 54
- Bilan des Bowls :
  - Victoires : 15 (41,7%)
  - Défaites : 21
  - Nuls : 0
- College Football Playoff : -
- Titres :
  - Titres nationaux : 0
  - Titres de conférence : 8 (3 en Southern Conference et 5 en ACC)
  - Titres de la Coastal Division de l'ACC : 2 (2015, 2022)
- Joueurs :
  - Vainqueurs du Trophée Heisman : 0
  - Sélectionnés All-American : 15
- Hymne : « Here Comes Carolina (en) » et « I'm a Tar Heel Born (en) »
- Mascotte : Rameses (en), un bélier du Dorset
- Fanfare : The Marching Tar Heels (en)
- Rivalités :
  - Blue Devils de Duke
  - Wolfpack de North Carolina State
  - Cavaliers de la Virginie
  - Demon Deacons de Wake Forest
  - Gamecocks de la Caroline du Sud

## Palmarès

### Titres de conférence
North Carolina a remporté huit titres de conférence dont un à égalité.
| Saison                   | Conférence                | Entraîneur                          | Bilan global (V-D-N) | Bilan de conférence (V-D-N) |
| ------------------------ | ------------------------- | ----------------------------------- | -------------------- | --------------------------- |
| 1922                     | Southern Conference       | Bob Fetzer (en) et Bill Fetzer (en) | 9–1                  | 5–0                         |
| 1946                     | Southern Conference       | Carl Snavely (en)                   | 8–2–1                | 4–0–1                       |
| 1949                     | Southern Conference       | Carl Snavely (en)                   | 7–4                  | 5–0                         |
| 1963 †                   | Atlantic Coast Conference | Jim Hickey (en)                     | 9–2                  | 6–1                         |
| 1971                     | Atlantic Coast Conference | Bill Dooley (en)                    | 9–3                  | 6–0                         |
| 1972                     | Atlantic Coast Conference | Bill Dooley (en)                    | 11–1                 | 6–0                         |
| 1977                     | Atlantic Coast Conference | Bill Dooley (en)                    | 8–3–1                | 5–0–1                       |
| 1980                     | Atlantic Coast Conference | Dick Crum (en)                      | 11–1                 | 6–0                         |
| Titres de conférence : 8 |                           |                                     |                      |                             |

### Titre de division
North Carolina a remporté un titre de champion de division.
| Saison | Division    | Entraîneur        | Finale de conférence | Finale de conférence |
| ------ | ----------- | ----------------- | -------------------- | -------------------- |
| Saison | Division    | Entraîneur        | Adversaire           | Résultat             |
| 2015   | ACC Coastal | Larry Fedora (en) | Tigers de Clemson    | P, 37–45             |
| 2022   | ACC Coastal | Mack Brown (en)   | Tigers de Clemson    | P, 10–39             |

### Bowls
North Carolina a participé à 34 bowls universitaires et en a remporté 15,.
| Date             | Bowl                       | Adversaire                              | Résultat   |
| ---------------- | -------------------------- | --------------------------------------- | ---------- |
| 1er janvier 1947 | Sugar Bowl 1947            | Bulldogs de la Géorgie                  | P, 10–20   |
| 1er janvier 1949 | Sugar Bowl 1949            | Sooners de l'Oklahoma                   | P, 06–14   |
| 2 janvier 1950   | Cotton Bowl Classic 1950   | Owls de Rice                            | P, 13–27   |
| 28 décembre 1963 | Gator Bowl 1963            | Falcons de l'Air Force                  | G, 35–0    |
| 30 décembre 1970 | Peach Bowl 1970            | Sun Devils d'Arizona State              | P, 26–48   |
| 31 décembre 1971 | Gator Bowl 1971            | Bulldogs de la Géorgie                  | P, 03–07   |
| 30 décembre 1972 | Sun Bowl 1972              | Red Raiders de Texas Tech               | G, 32–28   |
| 28 décembre 1974 | Sun Bowl 1974              | Bulldogs de Mississippi State           | P, 24–26   |
| 31 décembre 1976 | Peach Bowl 1976            | Wildcats du Kentucky                    | P, 00–21   |
| 19 décembre 1977 | Liberty Bowl 1977          | Cornhuskers du Nebraska                 | P, 17–21   |
| 28 décembre 1979 | Gator Bowl 1979            | Wolverines du Michigan                  | G, 17–15   |
| 31 décembre 1980 | Bluebonnet Bowl 1980       | Longhorns du Texas                      | G, 16–07   |
| 28 décembre 1981 | Gator Bowl 1981            | Razorbacks de l'Arkansas                | G, 31–27   |
| 25 décembre 1982 | Sun Bowl 1982              | Longhorns du Texas                      | G, 26–10   |
| 30 décembre 1983 | Peach Bowl 1983            | Seminoles de Florida State              | P, 03–28   |
| 27 décembre 1986 | Aloha Bowl 1986            | Wildcats de l'Arizona                   | P, 21–30   |
| 2 janvier 1993   | Peach Bowl 1993            | Bulldogs de Mississippi State           | G, 21–17   |
| 31 décembre 1993 | Gator Bowl 1993            | Crimson Tide de l'Alabama               | P, 10–24   |
| 30 décembre 1994 | Sun Bowl 1994              | Longhorns du Texas                      | P, 30–35   |
| 30 décembre 1995 | CarQuest Bowl 1995         | Razorbacks de l'Arkansas                | G, 20–10   |
| 1er janvier 1997 | Gator Bowl 1997            | Mountaineers de la Virginie-Occidentale | G, 20–13   |
| 1er janvier 1998 | Gator Bowl 1998            | Hokies de Virginia Tech                 | G, 42–03   |
| 19 décembre 1998 | Las Vegas Bowl 1998        | Aztecs de San Diego State               | G, 20–13   |
| 31 décembre 2001 | Peach Bowl 2001            | Tigers d'Auburn                         | G, 16–10   |
| 30 décembre 2004 | Continental Tire Bowl 2004 | Eagles de Boston College                | P, 24–37   |
| 27 décembre 2008 | Meineke Car Care Bowl 2008 | Mountaineers de la Virginie-Occidentale | P, 30–31   |
| 26 décembre 2009 | Meineke Car Care Bowl 2009 | Panthers de Pittsburgh                  | P, 17–19   |
| 30 décembre 2010 | Music City Bowl 2010       | Volunteers du Tennessee                 | G, 302ET27 |
| 26 décembre 2011 | Independence Bowl 2011     | Tigers du Missouri                      | P, 24–41   |
| 28 décembre 2013 | Belk Bowl 2013             | Bearcats de Cincinnati                  | G, 39–17   |
| 26 décembre 2014 | Quick Lane Bowl 2014       | Scarlet Knights de Rutgers              | P, 21–40   |
| 29 décembre 2015 | Russell Athletic Bowl 2015 | Bears de Baylor                         | P, 38–49   |
| 30 décembre 2016 | Sun Bowl 2016              | Cardinal de Stanford                    | P, 23–25   |
| 27 décembre 2019 | Military Bowl 2019         | Owls de Temple                          | G, 55-13   |
| 2 janvier 2021   | Orange Bowl 2021           | Aggies de Texas A&M                     | P, 27–41   |
| 30 décembre 2021 | Duke's Mayo Bowl 2021      | Gamecocks de la Caroline du Sud         | P, 21–38   |
| 28 décembre 2022 | Holiday Bowl 2022          | Ducks de l'Oregon                       | P, 27–28   |
| 27 décembre 2023 | Duke's Mayo Bowl 2023      | Mountaineers de la Virginie-Occidentale |            |

## Entraîneurs
| Saisons   | Nom                 | Nb. d'année(s) | Bilan   | %    |
| --------- | ------------------- | -------------- | ------- | ---- |
| 1889      | Hector Cowan        | 1              | 2–2–0   | 50,0 |
| 1891      | William P. Graves   | 1              | 0–2–0   | 00,0 |
| 1894      | Vernon Irvine       | 1              | 6–3–0   | 66,7 |
| 1895      | Thomas Trenchard    | 1              | 7–1–1   | 83,3 |
| 1896      | Gordon Johnston     | 1              | 3–4–1   | 43,8 |
| 1897–1900 | William A. Reynolds | 4              | 27–7–4  | 76,3 |
| 1901      | Charles O. Jenkins  | 1              | 7–2–0   | 77,8 |
| 1902–1903 | Herman Olcott       | 2              | 11–4–3  | 69,4 |
| 1904      | Robert Brown        | 1              | 5–2–2   | 66,7 |
| 1905      | William Warner      | 1              | 4–3–1   | 56,3 |
| 1906      | Willis Keinholz     | 1              | 1–4–2   | 28,6 |
| 1907      | Otis Lamson         | 1              | 4–4–1   | 50,0 |
| 1908      | Edward Green        | 1              | 3–3–3   | 50,0 |
| 1909–1910 | Arthur Brides       | 2              | 8–8–0   | 50,0 |
| 1911      | Branch Bocock       | 1              | 6–1–1   | 81,3 |
| 1912      | William Martin      | 1              | 3–4–1   | 43,8 |
| 1913–1915 | Thomas Trenchard    | 3              | 19–8–1  | 69,6 |
| 1916–1919 | Thomas Campbell     | 2              | 9–7–1   | 55,9 |
| 1920      | Myron Fuller        | 1              | 2–6–0   | 25,0 |
| 1921–1925 | Bill Fetzer         | 4              | 30–12–4 | 69,6 |

| Saisons     | Nom             | Nb. d'année(s) | Bilan    | %    |
| ----------- | --------------- | -------------- | -------- | ---- |
| 1926–1933   | Chuck Collins   | 8              | 38–31–9  | 54,5 |
| 1934–1935   | Carl Snavely    | 2              | 15–2–1   | 83,3 |
| 1936–1941   | Raymond Wolf    | 6              | 38–17–3  | 68,1 |
| 1942        | Jim Tatum       | 1              | 5–2–2    | 66,7 |
| 1943        | Tom Young       | 1              | 6–3–0    | 66,7 |
| 1944        | Gene McEver     | 1              | 1–7–1    | 16,7 |
| 1945–1952   | Carl Snavely    | 8              | 44–33–4  | 56,8 |
| 1953–1955   | George Barclay  | 3              | 11–18–1  | 38,3 |
| 1956–1958   | Jim Tatum       | 3              | 12–15–1  | 42,9 |
| 1959–1966   | Jim Hickey      | 8              | 36–45–0  | 44,4 |
| 1967–1977   | Bill Dooley     | 11             | 69–53–2  | 56,5 |
| 1978–1987   | Dick Crum       | 10             | 72–41–3  | 63,4 |
| 1988–1997   | Mack Brown      | 10             | 69–46–1  | 59,9 |
| 1998–2000   | Carl Torbush    | 3              | 17–18–0  | 48,6 |
| 2001–2006   | John Bunting    | 6              | 27–45–0  | 37,5 |
| 2007–2010   | Butch Davis     | 4              | 12–23–0  | 34,3 |
| 2011        | Everett Withers | 1              | 7–6–0    | 53,8 |
| 2012–2018   | Larry Fedora    | 7              | 45–43–0  | 51,1 |
| 2019–2024   | Mack Brown      | 6              | 113–79–1 | 69,9 |
| Depuis 2024 | Bill Belichick  | 1              |          |      |

- Pendant la saison 1888 et la période 1891–1893, North Carolina n'a pas eu d'entraîneur principal officiel. Le bilan au cours de ces quatre années est de 8 victoires pour 9 défaites.
- En 1890, North Carolina n'avait pas d'équipe de football américain.
- Le 19 septembre 2011, l'université a imposé des sanctions à son programme de football dont la perte de tous ses matchs lors des saisons 2008 et 2009.
- Le 12 mars 2012, le Comité des infractions de la NCAA a durci les sanctions précédemment auto-imposées par l'université, y compris, entre autres, l'annulation de ses résultats aux Bowl des saisons 2008 et 2009.

## Rivalités
| Rival | Nom de l'événement      | Nom du trophée | Bilan des Tar Heels | Bilan des Tar Heels | Bilan des Tar Heels | Bilan des Tar Heels | Bilan des Tar Heels | Premier match | Dernier match |
| --- | ----------------------- | -------------- | ------------------- | ------------------- | ------------------- | ------------------- | ------------------- | ------------- | ------------- |
| Rival | Nom de l'événement      | Nom du trophée | Nb.                 | V.                  | D.                  | N.                  | %                   | Premier match | Dernier match |
| Rivalité avec Duke (en) | -                       | Victory Bell   | 110~                | 63                  | 41                  | 4                   | 57,3                | 1888          | 2023          |
| Rivalité avec Duke (en) | -                       | Victory Bell   | 110~                | 64                  | 40                  | 4                   | 58,2                | 1888          | 2023          |
| Rivalité avec North Carolina State (en) | -                       | -              | 112                 | 68                  | 39                  | 6                   | 60,7                | 1894          | 2023          |
| Rivalité avec Virginia (en) | South Oldest Rivalry    | -              | 128                 | 65                  | 59                  | 4                   | 51,3                | 1892          | 2023          |
| Rivalité avec Wake Forest (en) | -                       | -              | 110                 | 72                  | 36                  | 2                   | 65;4                | 1888          | 2022          |
| Rivalité avec South Carolina (en) | Battle of the Carolinas | -              | 60                  | 36                  | 20                  | 4                   | 60,0                | 1903          | 2023          |
| ~ : le match de 1889 n'a pas été joué et est réclamé par les deux équipes - ceux de 2007 et 2008 ont été annulés par la NCAA (voir ci-dessous) |                         |                |                     |                     |                     |                     |                     |               |               |

### Duke
La rivalité en football américain a commencé en 1888 lorsque Duke était connu sous le nom de Trinity. C'est Trinity qui remporte le premier match de la série comptant 107 rencontres. Le trophée en forme de cloche dénommé « Victory Bell » est introduit lors du match de 1948 que la Caroline du Nord remporte 20-0. Il est conservé au sein de l'université gagnante jusqu'au prochain match de rivalité où il est remis en jeu. Il est de tradition pour le gagnant de peindre à la bombe le socle du trophée pour qu'il corresponde aux couleurs de l'université - le bleu ciel pour North Carolina et le bleu royal pour Duke. Chaque fois que North Carolina a été en possession de la Victory Bell, les pom-pom girls la déplace dans le stade tout en la faisant tinter pour accueillir sur le terrain la mascotte Rameses. Le trophée est également exposé sur le campus.
La plus longue séquence de victoires consécutives est détenue par les Tar Heels avec 13 victoires s'étalant de 1990 à 2002.
Alors que les deux universités conviennent que North Carolina mène les statistiques de la série, elles ne sont pas d'accord sur le bilan global. North Carolina revendique un bilan de 64–40–4 tandis que Duke affirme que North Carolina en est à 63–41–4. Le différend réside autour du match de 1889 où les deux équipes pensaient jouer à domicile. Le match n'ayant pas eu lieu faute d'adversaire, les deux universités revendiquent la victoire par forfait sur le score de 1-0. La plupart des agences neutres de statistiques attribuent la victoire aux Tar Heels.
Les deux universités conviennent que North Carolina a annulé ses victoires en 2008 et 2009 à la suite de violations des règlements de la NCAA, certains joueurs ayant été rétribués par des agents. Les deux universités conviennent également que North Carolina mène la série depuis l'introduction de la Victory Bell avec un bilan de 45–25–1.

### North Carolina State

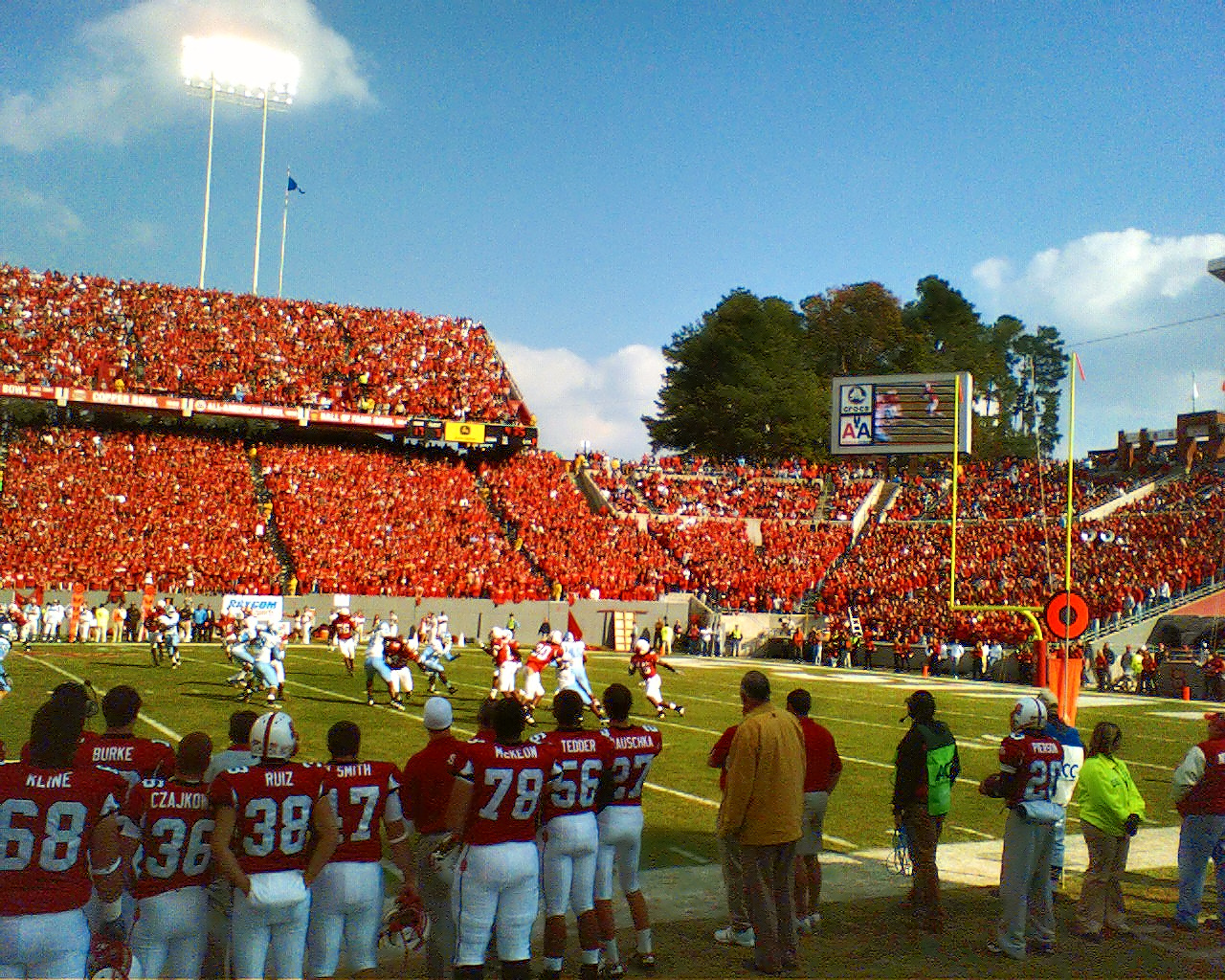
Le match de 2007 entre les Tar Heels et le Wolfpack.

Le premier match entre les équipes du Wolfpack de NC State et des Tar Heels a lieu en 1894, North Carolina remportant le match 44-0. Depuis la formation de l'ACC en 1953, elles se rencontrent chaque année. Au cours des dernières décennies, la rivalité a été plus équilibrée que celle avec Duke. Les matchs de 1998 et de 1999 se sont déroulés au Bank of America Stadium (victoires des Tar Heels). La plus longue séquence de victoires consécutive est à mettre à l'actif de North Carolina avec 9 victoires de 1943 à 1955.
En fin de saison 2020, North Carolina mène la série avec 68 victoires pour 39 à NC State et 6 nuls. Depuis la formation de l'ACC en 1953, le bilan est de 37 victoires pour North Carolina et 34 pour NC State prouvant que la rivalité est actuellement très disputée.

### Virginia
La rivalité débute en 1892, les universités s'y rencontrant à deux reprises (une victoire chacune). Au fil des ans, la rivalité est surnommée la « South's Oldest Rivalry » (plus vieille rivalité du sud). En fin de saison 2020, ces équipes se sont rencontrées à 117 reprises ce qui constitue le record de matchs avec un autre programme pour les deux universités. C'est également la quatrième rivalité universitaire au nombre total de rencontres. North Carolina mène la série avec 66 victoires pour 58 à Virginia et 4 nuls.

### Wake Forest
Les deux équipes du nord de la Caroline se sont rencontrées à 108 reprises. Le premier match a eu lieu en 1888 à Raleigh avec la victoire de Wake Forest 6-4. Les équipes membres ne font pas partie de la même division au sein de l'ACC et donc le match de rivalité n'avait plus été joué depuis 2007 jusqu'en 2019. Aucun trophée n'est remis au vainqueur des matchs
North Carolina mène la série avec 72 victoires pour 36 à Wake Forest et 2 nuls.

### South Carolina
La « Battle of the Carolinas » est une rivalité qui a débuté en 1903. North Carolina mène la série avec 35 victoires pour 19 pour à South Carolina et 4 nuls. Ce n'est plus une rivalité de conférence depuis que les Gamecoks ont quitté en 1971 l'ACC en 1971. Les équipes ne se rencontrent donc plus qu'occasionnellement. Dans les années 2010, le match a toujours été joué un jeudi.

## Traditions

### Première «passe avant»
Le match (en) de football américain entre les Bulldogs de la Géorgie et les Tar Heels de Caroline du Nord joué le 26 octobre 1895 va entrer dans l'histoire de ce sport parce que c'est à l'occasion de ce match qu'a lieu la première passe en avant (forward pass en anglais), probablement illégale puisque ce genre de passe devient officiellement légale en 1906.
Bob Quincy note dans son livre de 1973, « They Made the Bell Tower Chime » : « John Heisman, un historien réputé, a écrit 30 ans plus tard qu'en effet, les Tar Heels avaient donné naissance à la « passe avant » contre les Bulldogs (UGA), pour débloquer le match et permettre à UNC de gagner le match 6 à 0. Les Tar Heels étaient dans une situation de punting et Georgia réceptionnerait dès lors le ballon. Le punter fait un mouvement sur la droite et donne le ballon au running back Joel Whitaker (en) qui, surpris et en désespoir de cause, effectue une passe avant vers le halfback George Stephens (en) lequel après une course de 70 yards, inscrit un touchdown. » Pop Warner, entraîneur de la Géorgie, s'est plaint à l'arbitre que le jeu était illégal. Cependant, l'arbitre valide l'action parce qu'il n'a pas vu la passe vers l'avant. Ce touchdown avait été inscrit après seulement 4 minutes de temps de jeu,.

### Rameses

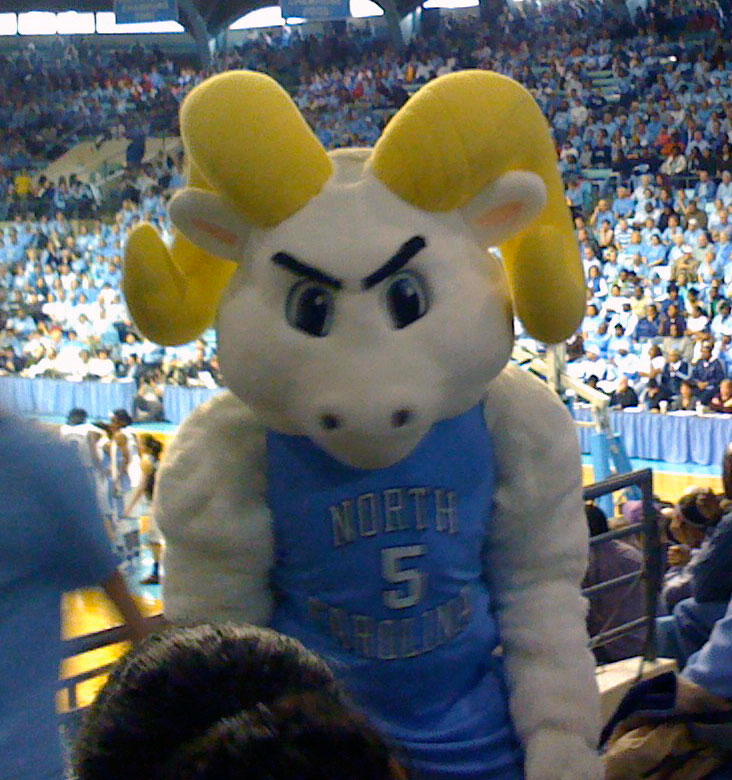
Rameses the Ram en 2008.

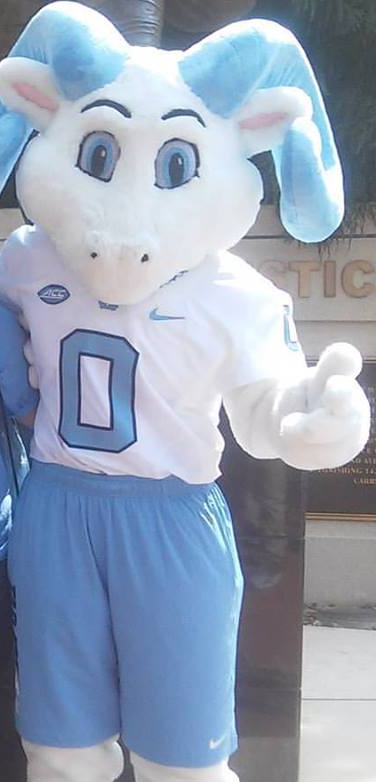
Rameses Jr. en 2016.

Rameses (Ramsès en français) est la mascotte des Tar Heels. Il apparaît lors des événements sportifs de l'université et il en existe trois versions :
- l'un est membre de l'équipe des cheerleading et il s'agit d'un mannequin portant un costume anthropomorphe avec une tête de bélier ;
- le second est également un mannequin portant un costume anthropomorphe avec une tête de bélier ;
- le troisième est un bélier de Dorset vivant dénommé Rameses, qui assiste aux matchs de football américain et dont les cornes sont peintes en bleu de Caroline (bleu ciel)[20].

L'origine d'un bélier en tant que mascotte remonte à 1924. Le bélier fait référence au running back vedette de 1922, Jack Merritt, lequel était surnommé « battering ram » pour sa performance sur le terrain, ainsi que pour un rituel d'initiation qu'il créa pour les étudiants de première année. C'est la cheerleader en chef Vic Huggins qui, à l'époque, suggère l'idée d'un bélier comme mascotte au directeur sportif de l'université, Charles T. Woolen. Celui-ci accepte et il donne à Vic 25 dollars pour acheter un bélier. Rameses the First est expédié du Texas et arrive le 8 novembre 1924 juste à temps pour participer au défilé de soutien précédant le match face à l'Institut militaire de Virginie,. Le score est de 0-0 vers la fin du quatrième quart lorsque le kicker Bunn Hackney est appelé pour tenter un field goal. Avant d'entrer sur le terrain, il frotte la tête du bélier. Quelques secondes plus tard, il réussit le field goal de 30 yards qui permet aux Tar Heels de remporter le match 3-0. Le bélier Rameses est devenu depuis un incontournable lors des matchs de football de North Carolina. Le bélier Rameses actuel est sous la garde de la famille Hogan de Chapel Hill.
L'origine de la version costumée de Rameses remonte à la saison 1987. Des auditions ont lieu et un senior, Eric Chilton de Mount Airy en Caroline du Nord devient la première mascotte costumée de l'université. Comme les auditions avaient lieu au milieu de l'année scolaire, il n'a servi que six mois et ne s'est présenté qu'à quelques matchs de basket-ball au début de 1988. Le costume était fabriqué localement et était très différent de celui utilisé aujourd'hui.
En février 1996, Ramsès XXIII est retrouvé tué dans son pâturage de la ferme de Hogan,. Il avait la gorge tranchée, sa jambe avant gauche avait été coupée et il avait été poignardé jusqu'à 10 fois sur sa poitrine et son cou. Les vétérinaires ont déclaré que la coupure à la gorge était très probablement la blessure mortelle. La police a ensuite inculpé un dénommé Scott Wade âgé de 26 ans, ivre au moment des faits. Les enquêteurs pensaient que Wade avait tué le bélier parce qu'il avait faim. Wade a ensuite été accusé de délit pour cruauté envers les animaux.
La mascotte Rameses Jr. apparaît en 2015 et est présente lors des matchs de basketball. Il possède un corps moins musclé, des cornes bleu ciel, des yeux bleus et des vêtements de marque Jordan. Il a été conçu et développé pour plaire aux enfants, ceux-ci semblant effrayés par la version utilisée pour le football américain.

### The Marching Tar Heels
The Marching Tar Heels (en) est la fanfare de l'Université de Caroline du Nord à Chapel Hill. Connu sous le nom de « La fierté de l'ACC » (Proud of the ACC), les fanfare est une des plus grandes organisations de l'université puisqu'elle regroupe plus de 290 étudiants. Elle est présente à tous les matchs de football américain à domicile mais se déplace également une fois par an à l'extérieur, généralement vers des universités assez proches géographiquement.

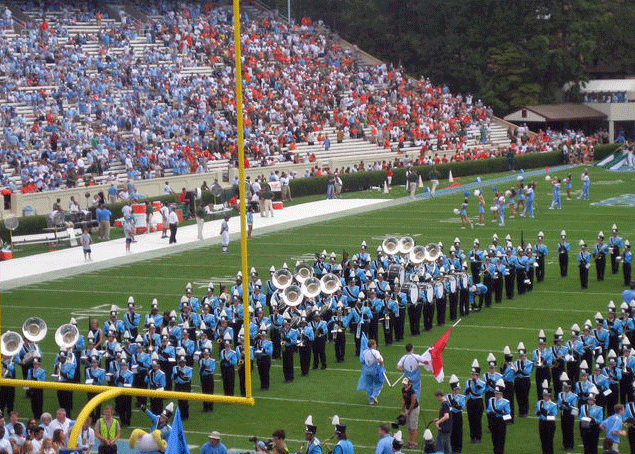
La fanfare lors d'un match joué le 6 septembre 2006.

La fanfare a été formée en 1903 et sa première représentation a eu lieu à l'occasion d'un match de baseball en 1904. Elle a commencé à voyager pour des événements sportifs à l'extérieur en 1905. Le groupe est présent pour plusieurs sports, y compris le soccer masculin et féminin, le volleyball, la crosse masculine et féminine, le basketball féminin et le hockey sur gazon.